# Klosterkirche St. Salvator (Griesbach)

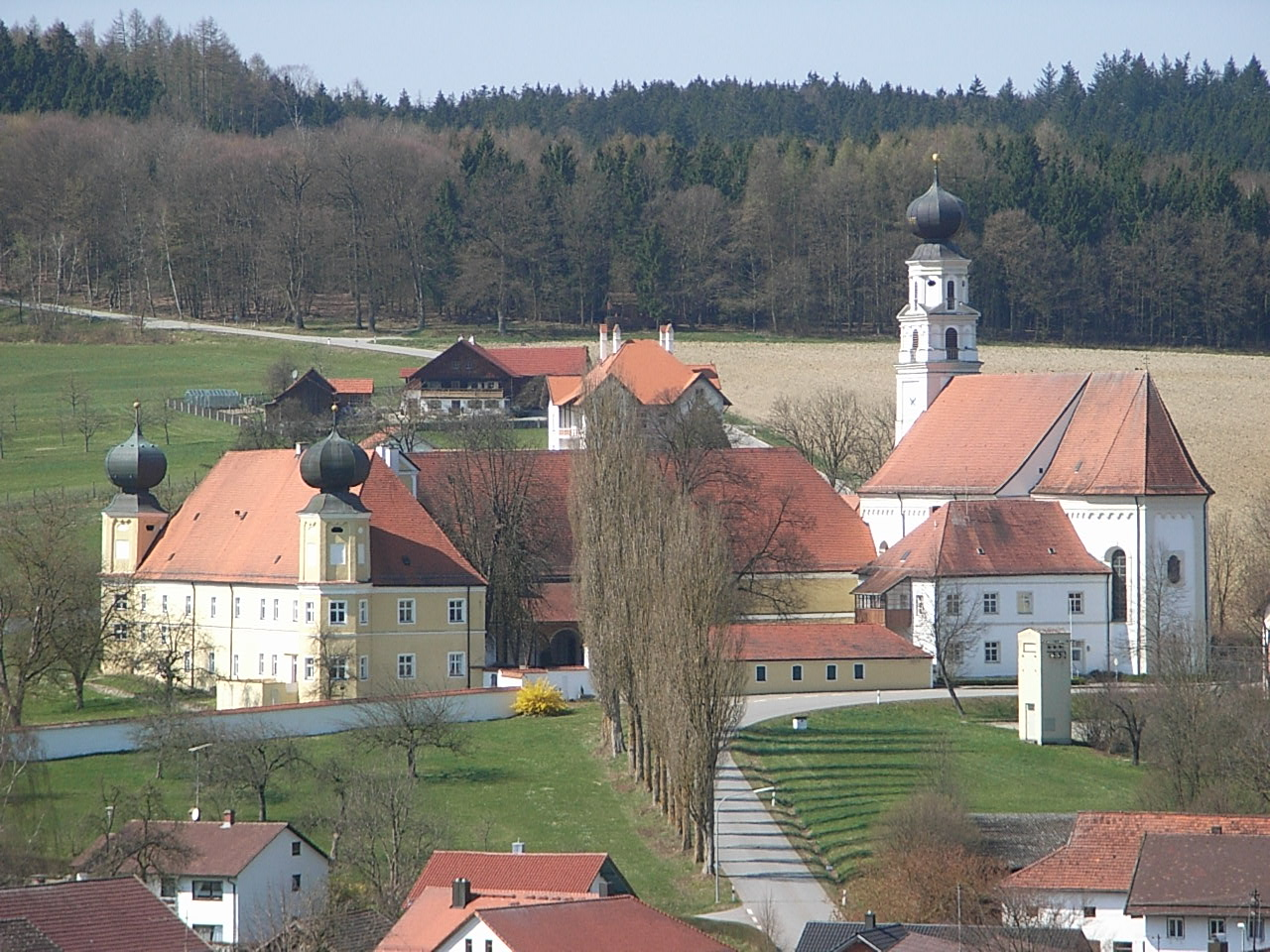
Klosterkirche St. Salvator bei Griesbach

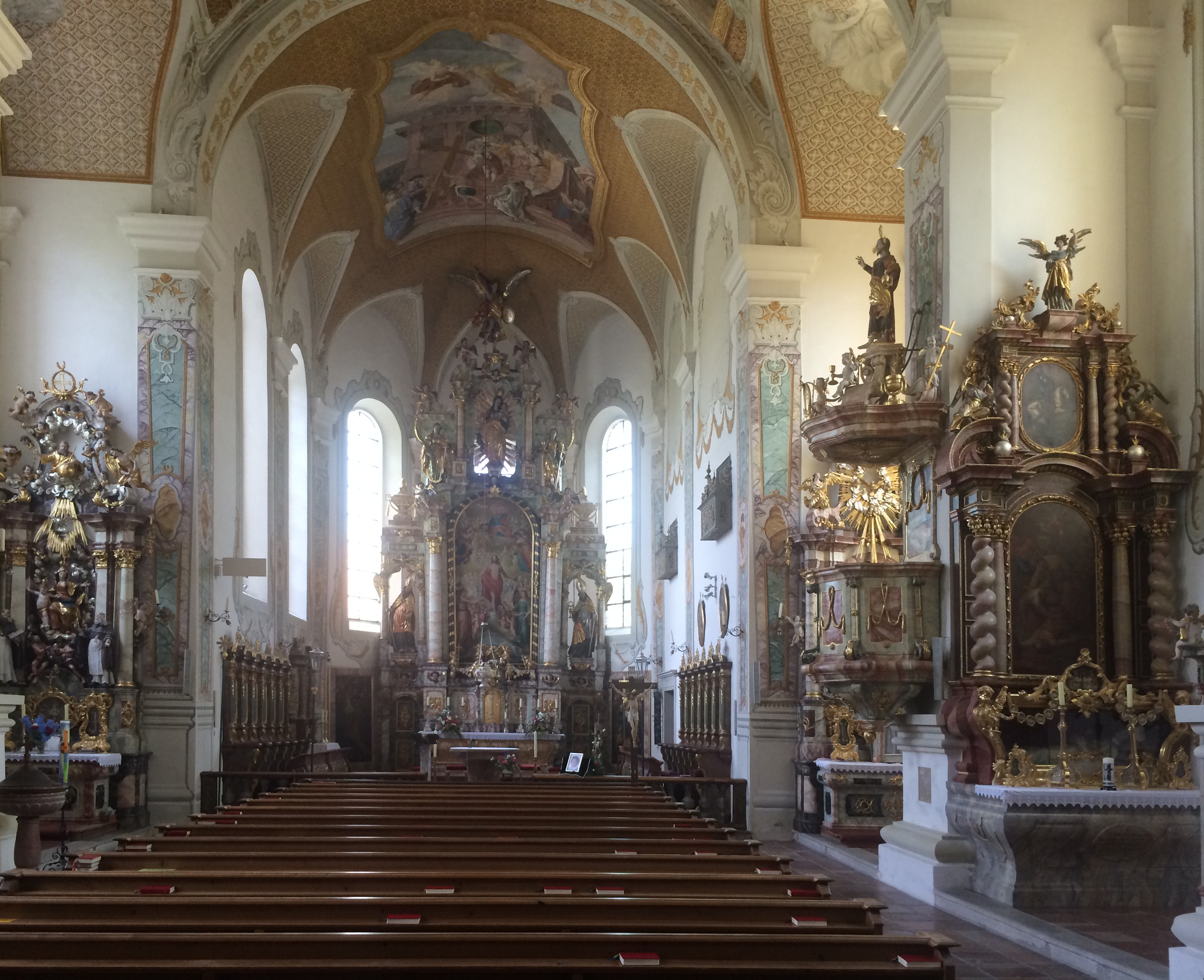
Innenansicht

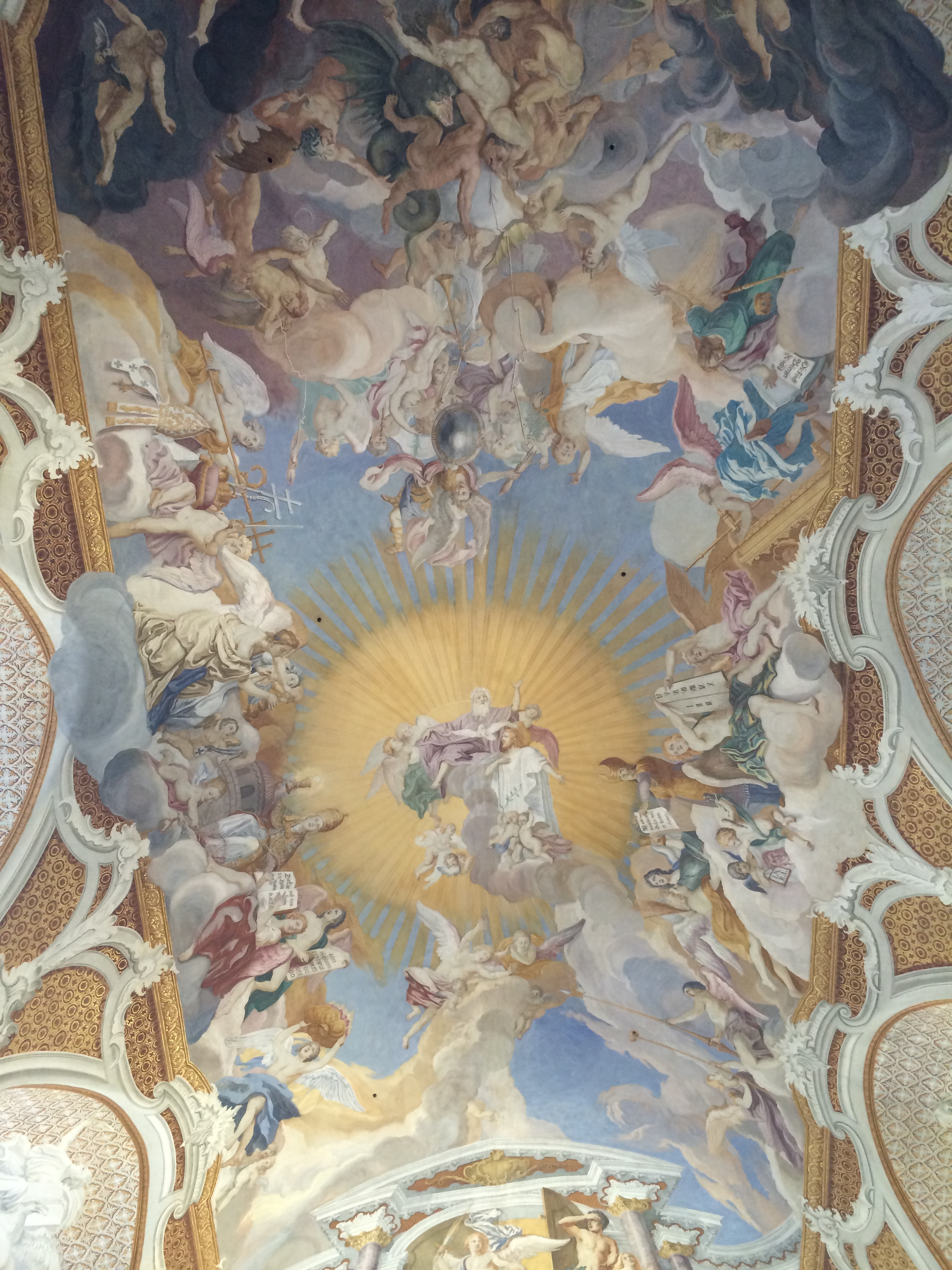
Deckenfresko

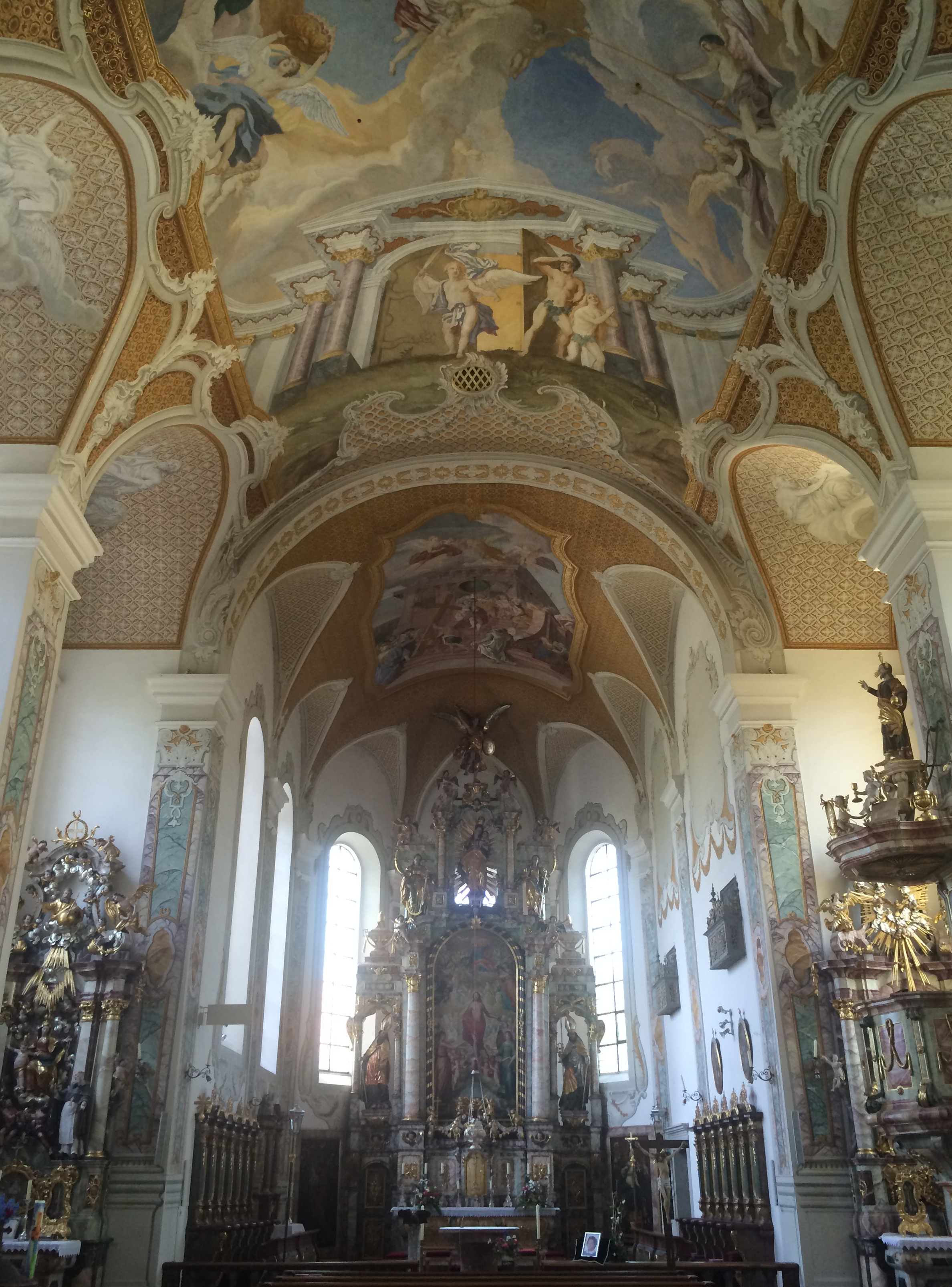
Blick in den Chor

Die römisch-katholische Pfarrkirche St. Salvator ist die ehemalige Klosterkirche des Prämonstratenser-Klosters St. Salvator im Ortsteil Sankt Salvator von Bad Griesbach im Rottal im niederbayerischen Landkreis Passau. Nach der Säkularisation des Klosters 1803 wurde die Kirche ab 1902 als Pfarrkirche genutzt und gehört heute zum Pfarrverband Bad Griesbach im Dekanat Pocking des Bistums Passau.

## Geschichte und Architektur
Nach verheerendem Brand eines Vorgängerbauwerks im Jahr 1632 wurde der Bau der Kirche an einer höher am Hang gelegenen Stelle im Jahr 1633 begonnen und 1644 geweiht. Am Nordportal findet sich die Jahreszahl 1642. Der Plan war von dem oberitalienischen Baumeister Bartolomeo Viscardi entwickelt worden. Durch Brand wurde das Bauwerk im Jahr 1703 beschädigt. Im Jahr 1751 wurde die Kirche ausgemalt, die Fresken stammen von Franz Anton Rauscher aus Niederalteich. Bei einer Renovierung in den Jahren 1975–1980 wurden die statisch gefährdeten Gewölbe an einer Stahlbetondecke aufgehängt.
Das Äußere ist in den schlichten Formen der Renaissance gehalten. Die beiden gedrückten Schallgeschosse des westlichen Kuppelturms sind architektonisch reicher verziert. Das quadratische Geschoss ist mit toskanischen Pilastern und Blendnischen gegliedert und ist durch flache gesprengte Giebel zum Oktogongeschoss übergeleitet, das mit Knickpilastern verziert ist. Das Langhaus und der eingezogene Chor zeigen eine altertümliche Gliederung mit Lisenen und Bogenfriesen als Blenden für die Rundbogenfenster.
Das Innere wird trotz der Rokoko-Dekoration durch das klare, für die 1630er Jahre fortschrittliche Raumschema geprägt. Das Langhaus mit vier Achsen ist als Wandpfeilerkirche mit mäßig tiefen Nischen gebildet. Der zweiachsige Chor endet in einem dreiseitigen Schluss. Stichkappentonnengewölbe von gemeinsamer Scheitelhöhe schließen den Raum ab. Durch die regelmäßige Folge hoher Rundbogenfenster wird eine helle Beleuchtung erreicht. Ursprünglich war der Raum vermutlich durch kassettenartigen, zurückhaltenden Rahmenstuck geschmückt, der im Jahr 1750 zur Schaffung glatter Malflächen beseitigt wurde. Auch die Wölbung wurde verändert. Die in das Langhaustonnengewölbe einschneidenden, sphärisch verzogenen Quergurte der Pfeilerzwischenräume sind durch die Räume von Johann Michael Fischer wie etwa in Kloster Osterhofen und Kloster Fürstenzell beeinflusst. Die Pfeiler sind auf der Stirnseite mit Gebälkstücken versehen, im Chor sind flache Lisenen angeordnet.
Trotz der sehr einfachen architektonischen Gliederung wird eine prachtvolle Wirkung der Kirche durch die Fresken mit dekorativer Malerei und Umrahmung erreicht, die auch auf die Pfeiler und Wände mit Zierpilastern und schmuckreichen Fensterumrahmungen übergreift. Dem Renaissanceraum im Rokokoschmuck fügen sich die Altäre in regelmäßiger Folge von der Bauzeit bis zum späten 18. Jahrhundert ein.
Die Deckengemälde wurden nach einer Signatur im Schiff unten rechts von Franz Anton Rauscher ausgeführt. Das Erstlingswerk des damals zwanzigjährigen Malers ist von starker dekorativer Wirkung. Entsprechend dem Namen der Kirche wird das Erlösungswerk Christi behandelt. Im Chor ist der gefangene Christus vor dem Kreuz an der Treppe eines Palastes dargestellt. Das Fresko im Schiff erstreckt sich über die gesamte Fläche des Gewölbes bis zum Einschnitt der Quergurte. Im Osten ist die Vertreibung aus dem Paradies dargestellt, das als prunkvolle Portalarchitektur im Rokokostil gezeigt wird, aus der das Sonnenlicht erstrahlt. Westlich davon besiegt der heilige Michael den Drachen und die ihm folgenden Engel. In der Mitte ist vor einer goldenen Sonnengloriole die heilige Dreifaltigkeit gezeigt, seitlich davon die Figuren von Ecclesia und Synagoge.
Die Gemälde sind in Goldbrokat eingebunden, welche die Restflächen überziehen, die Stichkappen und die Quergurte über den Fenstern sind heller gemustert. In den längsrechteckigen Rahmen des Langhausfreskos greifen lebhaft gekurvte Bänder mit Rocaillewerk ein, die Weißstuck imitieren. Die Bänder wachsen aus vasenförmigen Kartuschen hervor, die über den Gebälkstücken der Pfeiler stehen. Auf den Brokaten der Quergurte sind in heller Grisaillemalerei Kirchenväter und Evangelisten dargestellt. Das Gold und das abgeschattete Weiß dieser Dekoration werden im Fresko als bestimmende Tonwerte aufgenommen. Davon hebt sich die strahlend weiße Tunika Christi ab.

## Ausstattung
Der sehr aufwendige Hochaltar aus der Zeit um 1642 reicht bis ins Gewölbe hinein und wurde 1782 mit dekorativen Zutaten im Zopfstil verändert. Dabei wurde auch das Retabel mit heller Marmorierung und Vergoldung von Zacharias Lehrhuber aus Landshut neu gefasst. Das Altarblatt wurde um 1642 von Matthäus Lettenpichler geschaffen und ist mit dem für diesen Maler gesicherten, stilistisch verwandten Hochaltarblatt der Stadtpfarrkirche Braunau vergleichbar. Der flache Aufbau ist mit Altarauszug und Wangen versehen, die als durchbrochene Ädikulä gestaltet sind. Von dem ursprünglichen Altar sind die beachtenswerten Schnitzfiguren erhalten, welche die Muttergottes, die heilige Katharina und Barbara sowie seitlich die Heiligen Augustinus und Norbert darstellen. Reste von Knorpelwerkdekor sind erhalten.
Das beachtenswerte Altarblatt stellt die Auferstehung Christi dar, der im Bildzentrum aufschwebend von Gottvater empfangen wird. Der Himmel ist bevölkert von den 24 Ältesten und den Engeln. Das Bild ist dem späten Manierismus zuzuordnen, die Figuren sind überschlank und weich modelliert in einer hellen Farbigkeit mit bevorzugten Rottönen und leicht changierenden Brechungen dargestellt.
Der frühbarocke Kredenzaltar ist zwischen 1660 und 1680 entstanden. Er ist als zweisäulige Rotmarmor-Ädikula mit Kalksteinreliefs gestaltet und stellt das Martyrium des heiligen Sebastian und (in der Predella) die Vierzehn Nothelfer dar.
Die Seitenaltäre in Frontstellung sind jeweils paarweise als Pendant gestaltet. Das dritte Paar stammt aus der Zeit um 1650 und ist mit kräftigem, frei entfaltetem Knorpelwerk versehen; die Figuren sind derb, die großen Figuren am linken Altar wurden später ausgewechselt.
Das zweite Paar stammt nach einer Datierung der Gemälde und der Jahreszahl am Wappen des linken Altars aus dem Jahr 1690 und ist im Hauptgeschoss und im Auszug gleichbehandelt mit segmentbogigen Giebelschenkeln sowie mit glatten und gedrehten Säulen. Die Gemälde sind signiert und datiert und stammen von C. Franz Reicher (rechts) und Anton Perdold (links).
Das erste Paar ist in der Zeit um 1780 entstanden. Das nördliche Retabel ist im Spätrokokostil mit Figuren von Joseph Deutschmann reich gestaltet. Außen rechts ist die Signatur des Landshuter Fassmalers Zacharias Lehrhuber mit der Jahreszahl 1782 zu finden. In der Mitte steht die auf Wolken thronende Muttergottes, die dem seitlich stehenden Heiligen Johannes von Matha das Skapulier reicht. Die andere Seitenfigur zeigt den Heiligen Felix von Valois, weiter sind zwei gefesselte Sklaven gezeigt, denen Johannes von Matha die Freiheit bringt. Das südliche Retabel ist in der figürlichen Ausstattung einfacher und erkennbar schwächer, so dass es wohl nicht von Deutschmann stammt.
Die Kanzel ist im Zopfstil gestaltet und ist an der Innenseite der Tür auf 1802 datiert. Im Chor ist ein Grabstein für den Abt Petrus Zistler († 1453) von Meister Erhart erhalten.
Der Orgelprospekt mit einer eleganten Dekoration des Frührokoko wird Joseph Matthias Götz zugeschrieben und wurde 1751 gefasst. Er ist durch eine Uhr bekrönt, die von Posaunenengeln gehalten wird. Eine von Johann Ignaz Egedacher 1735 erbaute Orgel mit 13 Registern auf einem Manual und Pedal wurde im 19. Jahrhundert abgebrochen und in Folge durch ein neues Werk von Maerz und Michael Weise ersetzt.